# 極楽まさこ
極楽 まさこ（ごくらく まさこ）は、日本の漫画家。大分県出身。女性。本名は平川雅子。家族は夫と二人の娘がいる。

## 略歴
- 大分県に生まれる。東京大学工学部卒。[1]
- 理系女性で、機械学専攻。大学在学時に長野新幹線の試運転に乗車したことがある（その後も知人からの誘いで北陸新幹線の試運転乗車をしている）。
- 柳沢きみお、倉上淳士にアシスタントとして師事。
- 鉄道好きの漫画家として、「鉄道漫画家」となっているが、主婦業の傍ら主に同人出版を中心に細々と活動している。
- 宝塚歌劇団のファン（いわゆるヅカファン）で、彼女の漫画に「ヅカ嗜好」が出てくる。

## その他
- 辰巳出版の鉄道雑誌『COMIC鉄ちゃん』で『鉄子ママのまんぷく日記』を掲載。本来は連載予定であったが、創刊号で廃刊したため事実上の読み切りとなった。
- 2025年2月、ラジオ番組ダーリンハニーの旅列車 出発進行〜!!にゲスト出演。[2]